# Дополнительный акт
Дополнительный акт (Хартия 1815 года) (фр. Acte additionnel aux constitutions de l'Empire) — конституционный акт, составленный Бенжаменом Констаном по заданию Наполеона после его возвращения с острова Эльба. Этот акт учитывал некоторые усовершенствования, введённые хартией 1814 года и, в свою очередь, послужил основой для исправления этой хартии после второго возвращения Людовика XVIII.
Во Франции Дополнительный акт иногда называют «бенжаменовским» по имени его автора. Акт был весьма либерален по своему духу и предоставлял французам права, до тех пор им неизвестные. Например, право избирать мэра для жителей небольших коммун (до 5 тысяч жителей) или право для народных представителей вносить исправления в конституцию.
Хотя Дополнительный акт представлял собой новый конституционный акт, для обозначения преемственности и минимизации уступок новым веяниям Наполеон представил его как продолжение ранее действовавших конституций — конституции VIII года, конституции X года и конституции XII года, вследствие чего возникло это примечательное название «дополнительный акт к конституциям Империи».

## Подготовка
Наполеон I, прибыв с острова Эльба, не мог восстановить свой авторитарный режим в том виде, в каком он существовал до реставрации Бурбонов. Чувствуя зыбкое положение только что вернувшейся власти, Бонапарт в своей антибурбоновской политике расчитывал заручиться поддержкой либералов и республиканцев. Поэтому он поручил либеральному мыслителю Бенжамену Констану составить проект новой конституции. По словам Е. Тарле, «6 апреля Констана привели к императору, а 23 апреля конституция была готова». Дополнительный акт был подписан Наполеоном 22 апреля, а 23 апреля обнародован. Он был одобрен на референдуме 1 июня 1815 года большинством в 1 305 206 голосов при очень низкой явке избирателей (более 5 миллионов не участвовали в голосовании); ратифицирован во время церемонии на Марсовом поле. Поражение Наполеона при Ватерлоо привело к тому, что Дополнительный акт в действительности не применялся.
Дополнительный акт, отмеченный стремлением либерализовать режим, был в значительной степени вдохновлён хартией 1814 года. Сама Хартия — по крайней мере на словах — предоставляла больше свобод, чем допускалось в поздней Первой империи. «Хартия, которую Людовик обещал поддерживать, широкими шагами приближала Францию к конституционной монархии. В основе Хартии лежало противоречивое единство национального суверенитета и божественного права, их точные границы не были определены, ну так это было свойственно и для имперской монархии». Хартия, обещавшая больше свобод, не примирила народ с властью короля: «хотя после занятия трона король подписал Хартию, гарантирующую обширные гражданские свободы, его правительство не смогло смягчить страхи, что оно желало восстановить Старый порядок». Тем не менее, после своего возвращения Наполеон был вынужден учесть положения Хартии в своём Дополнительном акте и пойти дальше в обещании дополнительных прав и свобод.

## Основные положения
Законодательная власть принадлежит императору и парламенту. Последний состоит из двух палат, Палаты пэров (составленной из наследственных членов, назначаемых императором) и Палаты представителей (составленной из 629 депутатов, избираемых на пять лет на основе цензового избирательного права). Члены императорской семьи являются членами Палаты пэров. Архиканцлер Империи председательствует в Палате пэров, Палата представителей избирает своего собственного председателя.
Правительство представляет законопроекты в парламент, который может предложить правительству поправки в законопроект. Парламент также может предложить правительству подготовить законопроект по заданному вопросу. Законопроект представляется в одну или в другую палату парламента. При этом бюджет должен быть направлен в первую очередь в Палату представителей. Закон считается принятым после того, как он одобрен обеими палатами.
Министры несли ответственность за свои действия вплоть до уголовной. Либерализация выражалась равным образом как в гарантиях прав и личных свобод, так и в отмене цензуры. Последняя статья Дополнительного акта, статья 67, прямо запрещала призывы к реставрации Бурбонов и феодального строя, к восстановлению привилегированных религиозных культов или к возврату церкви её распроданных имуществ.
Две палаты заседали всего один месяц, с 3 июня до 7 июля 1815 года.